# Tille (Fluss)
Die Tille [tij] ist ein Fluss in Frankreich, der im Département Côte-d’Or, in der Region Bourgogne-Franche-Comté verläuft. Sie entspringt am Plateau von Langres, im Gemeindegebiet von Salives, entwässert generell in südöstlicher Richtung und mündet nach rund 83 Kilometern beim Ort Mailly-le-Port, im Gemeindegebiet von Les Maillys, als linker Nebenfluss in die Saône.

## Orte am Fluss
- Salives
- Marey-sur-Tille
- Villey-sur-Tille
- Til-Châtel
- Lux
- Beire-le-Châtel
- Arc-sur-Tille
- Remilly-sur-Tille
- Genlis
- Longeault
- Champdôtre
- Les Maillys